# العلوم خلال عصر التنوير

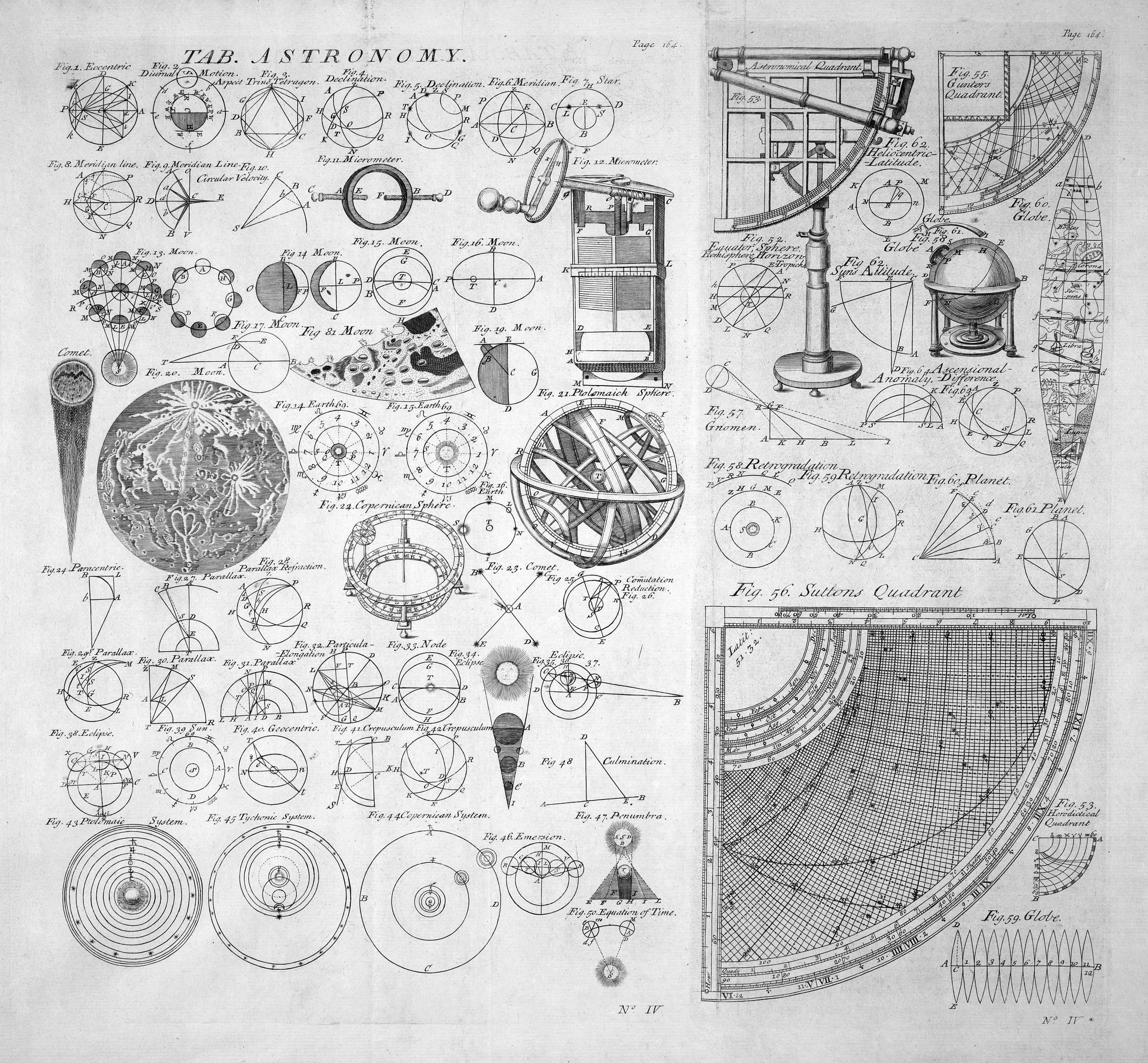
جدول فلكي من عام 1728 سيكلوبيديا

تاريخ العلوم خلال عصر التنوير أنتج عديدا من التطورات في العلوم والتقنية خلال عصر التنوير، عندما بدأ نشر الأفكار والمثل العليا في جميع أنحاء  أوروبا وأمريكا الشمالية. عموما الفترة تمتد من آخر أيام الثورة العلمية في القرن السادس عشر والسابع عشر حتى حوالي القرن التاسع عشر، بعد الثورة الفرنسية (1789) وعصر نابليون (1799-1815). الثورة العلمية شهدت إنشاء أول الجمعيات العلمية، وصعود مركزية الشمس، وتشريد فلسفة أرسطو الطبيعية ومذهب  جالينوس الطبي القديم. بحلول القرن الثامن عشر، السلطة العلمية بدأت تحل محل السلطة الدينية وتخصصات الخيمياء وعلم التنجيم فقدت مصداقيتها العلمية.
بينما التنوير لا يمكن تصنيفه إلى مذاهب معينة أو مجموعة من العقائد، جاء العلم ليلعب دورا قياديا في الخطاب والفكر التنويري. العديد من الكتاب والمفكرين التنويريين كان لديهم خلفيات في العلوم المرتبطة بالتقدم العلمي مع الإطاحة بالدين والسلطة التقليدية في صالح تطوير حرية التعبير والفكر. وبصفة عامة، العلم التنويري  قدر كثيرا  التجريبية والتفكير العقلاني وكان جزءا لا يتجزأ مع المثالية التنويرية للنهوض والتقدم. كما هو الحال مع معظم الأفكار التنويرية، فوائد العلم لم تكن مرئية عالميا; جان جاك روسو انتقد العلوم لإبعادها الإنسان عن الطبيعة وأنها لا تعمل لجعل الناس أكثر سعادة.
العلوم خلال التنوير كانت مسيطر عليها بواسطة الجمعيات العلمية والأكاديميات، التي كانت قد حلت إلى حد كبير محل الجامعات ومراكز البحث العلمي والتنمية. الجمعيات والأكاديميات أيضا كانت العمود الفقري لنضج المهنة العلمية. تطور هام آخر هو نشر العلم بين عدد متزايد من السكان الذين يعرفون القراءة والكتابة. العلماء أدخلوا إلى الجمهور العديد من النظريات العلمية، وخاصة من خلال إنسيكلوبيدي وتعميم النيوتينية بواسطة  فولتير وكذلك إيميلي دو شاتيلو المترجم الفرنسي لكتاب نيوتن: المبادئ. بعض المؤرخين اعتبروا القرن الثامن عشر كفترة طفرة في تاريخ العلوم؛ بيد أن هذا القرن شهد تطورات كبيرة في ممارسة الطب، الرياضيات، الفيزياء؛ علم  التصنيف البيولوجي; فهم جديد لكل من  المغناطيسية والكهرباء؛ نضوج الكيمياء كتخصص الذي أسس الكيمياء الحديثة.

## الجامعات

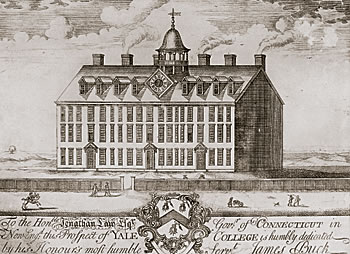
المبني الأصلي في جامعة ييل, 1718–1782

عدد الجامعات في باريس ظل ثابتا نسبيا طوال القرن الثامن عشر. احتوت أوروبا على حوالي 105 جامعة وكلية بحلول 1700. أمريكا الشمالية احتوت على 44، بما في ذلك الجامعات المؤسسة حديثا:  "هارفارد" و"ييل". عدد  الطلاب الجامعيين بقي نفسه تقريبا في خلال عصر التنوير في معظم الدول الغربية، باستثناء بريطانيا، حيث ازداد عدد المؤسسات والطلاب. الطلاب الجامعيين كانوا عموما ذكورا من الأسر الميسورة، يسعون لمهنة سواء في الطب أو القانون أو الكنيسة. الجامعات نفسها وُجدت في المقام الأول من أجل تثقيف  الأطباء، المحامين وأعضاء من رجال الدين المستقبليين.
دراسة العلوم تحت عنوان الفلسفة الطبيعية ينقسم إلى الفيزياء ومجموعة متكتلة من الكيمياء والتاريخ الطبيعي، التي تشمل التشريح، علم الاحياء، علم الجيولوجيا، علم المعادن، علم الحيوان. معظم الجامعات الأوروبية قامت بتدريس الشكل  الديكارتي  للفلسفة الآلية في أوائل القرن الثامن عشر، إلا أنها بدأت ببطء تبني النيوتينية في منتصف القرن الثامن عشر. الاستثناء الملحوظ كانت الجامعات في إسبانيا، والتي تحت تأثير الكاثوليكية ركزت كليا تقريبا على فلسفة أرسطو الطبيعية حتى منتصف القرن الثامن عشر، وكانوا بين آخر الجامعات التي تقوم بذلك. استثناء آخر كان في جامعات ألمانيا والدول الاسكندنافية، حيث أستاذ  جامعة هال:  كريستيان وولف قام بتدريس يدرس شكل الكارتية معدلا بواسطة فيزياء  لايبنتس.

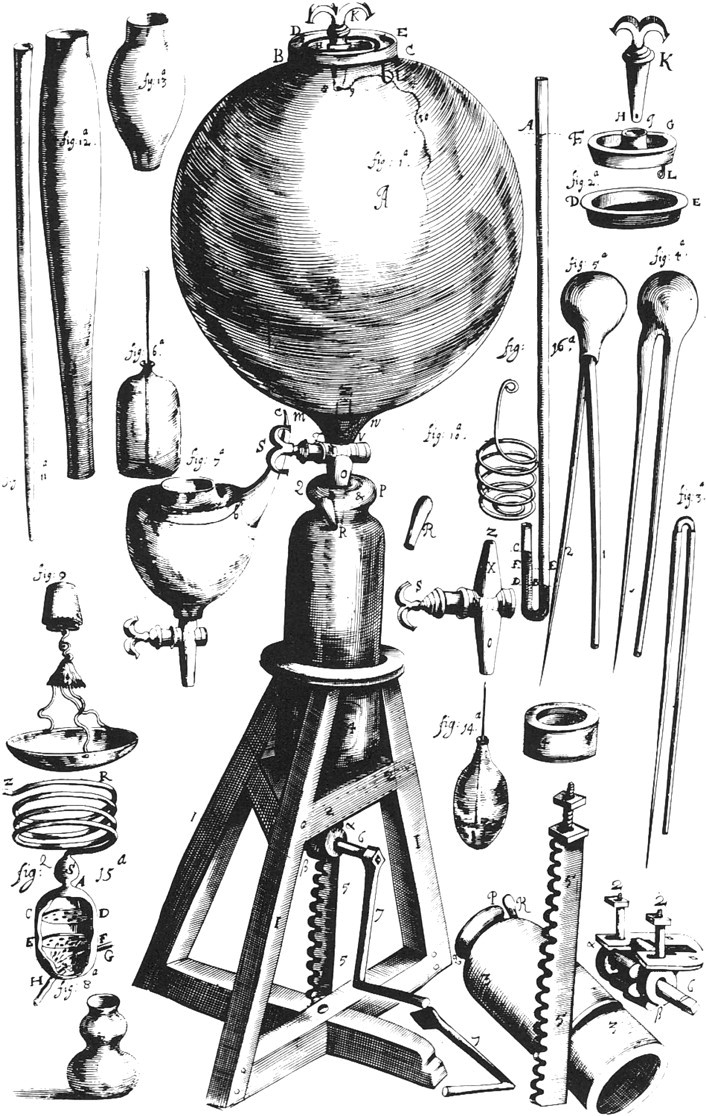
مضخة هواء روبرت بويل، المستخدمة في شرح محاضرات بيير بولينيير.

قبل القرن الثامن عشر، الدورات العلمية كانت تدرس على وجه الحصر تقريبا من خلال  المحاضرات ا لرسمية. نظام الدورات بدأ يتغير في العقود الأولى من القرن الثامن عشر بعد إضافة الشروحات المادية إلى المحاضرات. بيير بولنيير و جاك روهولت كانوا من بين أوائل الأفراد الذيت قدموا عروض الشروحات المادية في الفصول الدراسية. التجارب تراوحت بين دلو من الماء يتأرجح في نهاية حبل، مما يدل على أن قوة الطرد المركزي ستحافظ على الماء في الدلو، إلى تجارب أكثر إثارة للإعجاب التي تنطوي على استخدام مضخة الهواء. تجربة مضخة هواء معينة تضمنت وضع تفاحة بداخل المتلقي الزجاجي للمضخة الهوائية وإزالة الهواء منها حتى يؤدي الفراغ الناتج إلى انفجار التفاحة. تجارب بولنيير كانت مثيرة جدا لدرجة أنه منح دعوة إلى تقديم دورته العلمية إلى لويس الخامس عشر في عام 1722.
بعض المحاولات في إصلاح بنية مناهج العلوم خلال القرن الثامن عشر والعقود الأولى من القرن التاسع عشر. بداية من عام 1745 قدم  حزب القبعات في السويد مقترحات لإصلاح نظام الجامعة بفصل الفلسفة الطبيعية إلى قسمين منفصلين: كليتين للفيزياء والرياضيات. المقترحات لم تحقق أبدا على أرض الواقع، ولكنها تمثل تزايد دعوات للإصلاح المؤسسي في أواخر القرن الثامن عشر. في عام 1777، دراسة الفنون الجميلة في كراكوف وفيلنا في بولندا تم تقسيمها إلى اثنين من الكليات الجديدة من الفلسفة الأخلاقية والفيزياء. بيد أن الإصلاح لم يبق على قيد الحياة بعد القسم الثالث في عام 1795. خلال الثورة الفرنسية، جميع الكليات والجامعات في فرنسا ألغيت وتم اصلاحها في عام 1808 تحت مؤسسة واحدة هي الجامعة الملكية. قسمت جامعة الفنون والعلوم إلى كليات منفصلة، وهو الأمر الذي لم يسبق فعله من قبل في أوروبا.  مملكة الأراضي المنخفضة المتحدة استخدمت نفس النظام في عام 1815. ومع ذلك، فإن البلدان الأخرى في أوروبا لم تعتمد تقسيما مماثلا للكليات حتى منتصف القرن التاسع عشر.

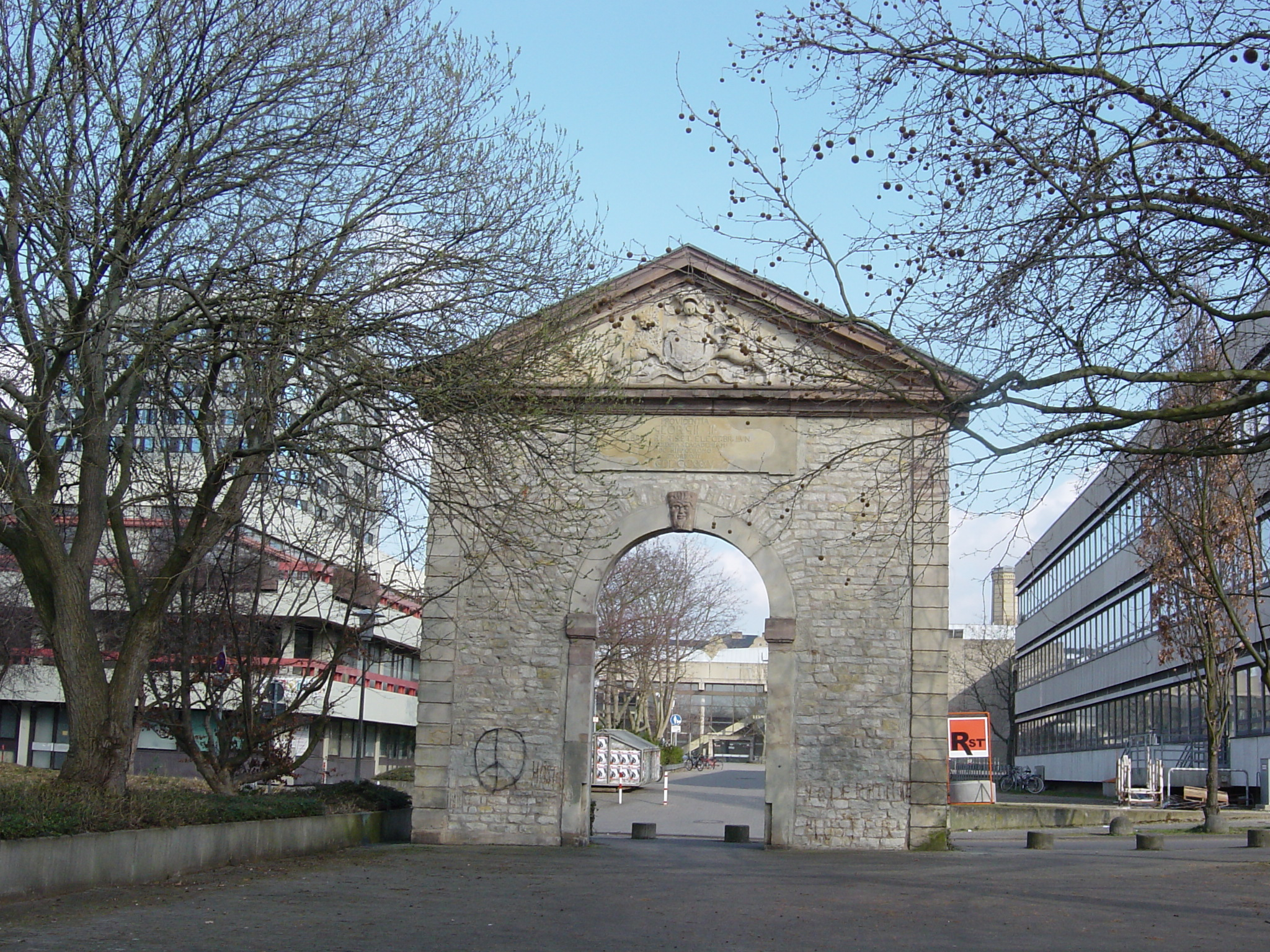
المدخل القديم إلى جامعة غوتنغن

الجامعات في فرنسا مالت لخدمة دور أقل في تطوير العلوم خلال عصر التنوير; هذا الدور كان يهيمن عليه الأكاديميات العلمية، مثل الأكاديمية الفرنسية للعلوم. مساهمات الجامعات في بريطانيا كانت مختلطة. من ناحية، جامعة كامبريدج بدأ التدريس النيوتينية في وقت مبكر من عصر التنوير، ولكن فشلت في أن تصبح مركز قوة وراء تقدم العلم. على الطرف الآخر من الطيف كانت الجامعات الاسكتلندية، التي كانت تمتلك كليات طبية قوية وأصبحت مراكز التنمية العلمية. تحت حكم  فريدريك الثاني، الجامعات الألمانية بدأت تعزيز العلوم. مزيج  كريستيان فولف الفريد من فيزياء ديكارت ولايب بدأ اعتماده في الجامعات خارج هالي. في جامعة غوتنغن، التي تأسست في عام 1734، كانت أكثر ليبرالية من نظرائها، مما سمح للأساتذة بوضع الدورات الخاصة بهم واختيار المراجع الخاصة بهم. غوتنغن أيضا أكدت على البحوث والنشر. تطور مؤثر آخر في الجامعات الألمانية كان التخلي عن اللاتينية لصالح اللغة الألمانية العامية.

## المجتمعات والأكاديميات
الأكاديميات العلمية والمجتمعات انبثقت من الثورة العلمية وكمبدعين للمعرفة العلمية في مقابل مدرسية الجامعة. خلال عصر التنوير، بعض المجتمعات التي تم إنشاؤها أو الاحتفاظ بها من روابط الجامعات. غير أن المصادر المعاصرة ميزت الجامعات والجمعيات العلمية من خلال الزعم بأن هدف الجامعة يتمثل في نقل المعرفة، في حين أن المجتمعات تعمل لخلق المعرفة. كما بدأ دور الجامعات في ترسيخ العلم في التناقص أصبحت الجمعيات المتعلمة حجر الزاوية في تنظيم العلم. بعد عام 1700 تأسس عدد هائل من الأكاديميات الرسمية والجمعيات في أوروبا وبحلول عام 1789 كان هناك أكثر من سبعين جمعية علمية رسمية. في إشارة إلى هذا النمو برنارد دي فونتينيل صاغ مصطلح «عصر الأكاديميات» لوصف القرن الثامن عشر.
الجمعيات العلمية الوطنية تأسست في كل عصر التنوير في المناطق الحضرية كبؤر للتطور العلمي في جميع أنحاء أوروبا. في القرن السابع عشر تم تأسيس كلا من  الجمعية الملكيه بلندن (1662)، الاكاديميه الفرنسية للعلوم (1666) و الأكاديمية العلمية ببرلين (1700). تقريبا في بداية القرن الثامن عشر، تم إنشاء كلا من: الوسط الأكاديمي الامبراطوري (1724) في سانت بطرسبرغ، الأكاديمية الملكية السويدية للعلوم (1739). المجتمعات الإقليمية انبثقت من القرن الثامن عشر في بولونيا، بوردو، كوبنهاغن، ديجون، ليون، مونبلييه وأوبسالا. بعد هذه الفترة الأولية أنشئت المجتمعات بين عامي 1752 و 1785 في برشلونة، بروكسل، دبلن، إدنبرة، غوتنغن، مانهايم، ميونيخ، بادوفا وتورينو. تنمية المجتمعات العشوائية، مثل Naturforschende Gesellschaft في  دانزيغ (1743) المجتمع القمري في برمنغهام (1766-1791)، حدثت جنبا إلى جنب مع نمو المجتمعات الوطنية والإقليمية والمحلية.

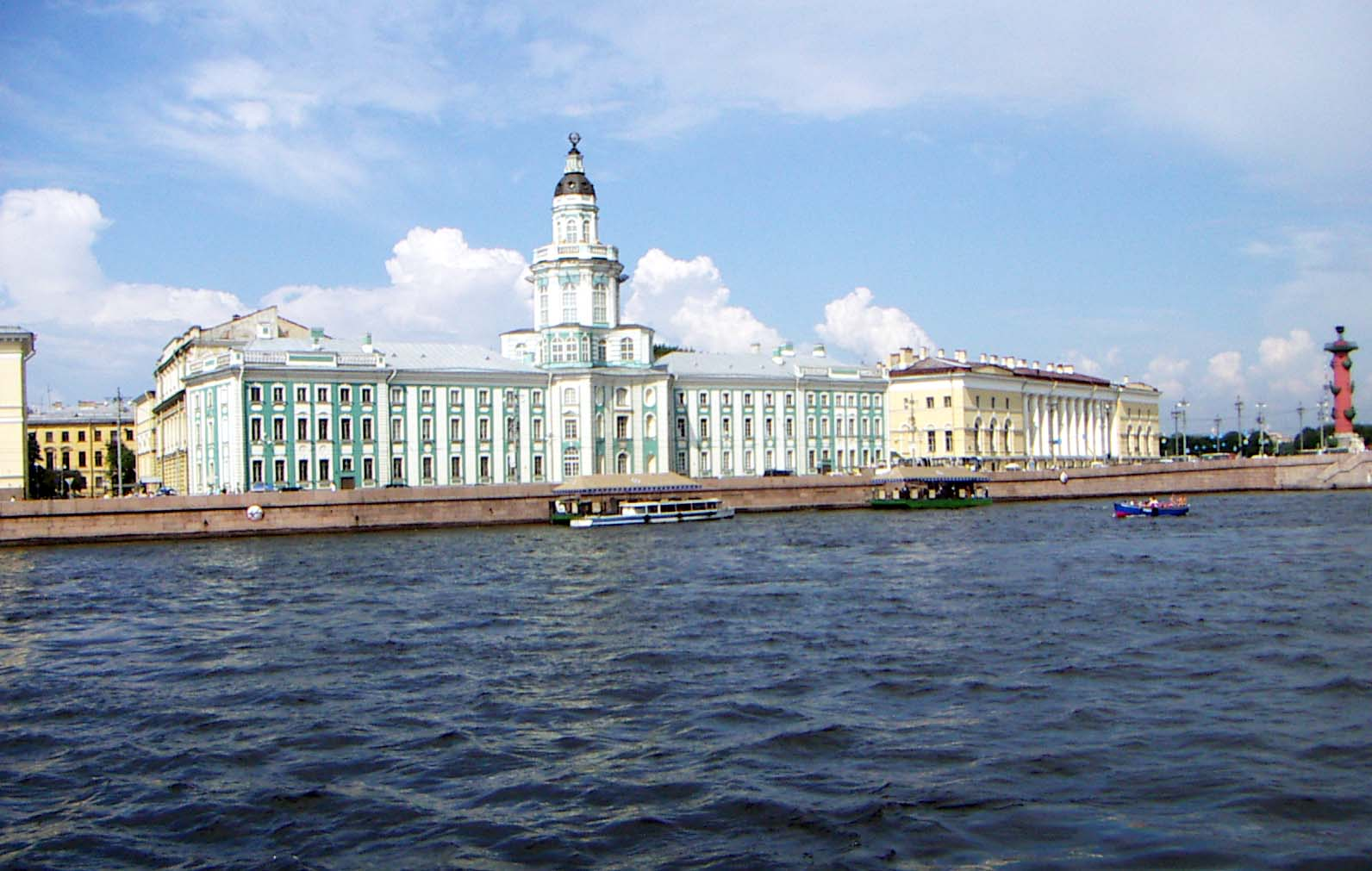
المقر الأصلي للأكاديمية الأميرية للعلوم - حجرة العجائب في سانت بطرسبرغ.

الجمعيات العلمية الرسمية كانت مستأجرة من قبل الدولة من أجل توفير الخبرة التقنية. هذا الاستشارية كانت تقدم للجمعيات العلمية الاتصال الأكثر مباشرة بين المجتمع العلمي والهيئات الحكومية المتاحة خلال عصر التنوير. رعاية الدولة كانت تعود بالنفع على المجتمعات كما في جلب التمويل والاعتراف بهم، جنبا إلى جنب مع قدر من الحرية في الإدارة. معظم المجتمعات تم منحها الإذن للإشراف على منشوراتها، والسيطرة على انتخاب الأعضاء الجدد، وإدارة المجتمع الخاص بهم. العضوية في الأكاديميات والجمعيات لذلك كانت انتقائية للغاية. في بعض المجتمعات كان على الأعضاء دفع رسوم سنوية للمشاركة. على سبيل المثال، المجتمع الملكي اعتمد على مساهمات أعضائه، والتي تم استبعاد مجموعة واسعة من الحرفيين والرياضيين على حساب من القدرة المالية. أنشطة المجتمع شملت الأبحاث ورعاية جوائز مسابقة المقالات والمشاريع التعاونية بين المجتمعات. الحوار في الاتصالات الرسمية تطور أيضا بين المجتمعات والمجتمع بشكل عام من خلال نشر المجلات العلمية. الدوريات منحت أفراد المجتمع الفرصة لنشر أفكارهم إلى أن تستهلك من قبل غيرها من الجمعيات العلمية والقراءة والكتابة العامة. المجلات العلمية، كان يمكن الوصول إليها بسهولة من أعضاء الجمعيات حيث أصبحت أهم شكل منشور للعلماء خلال عصر التنوير.

## الدوريات

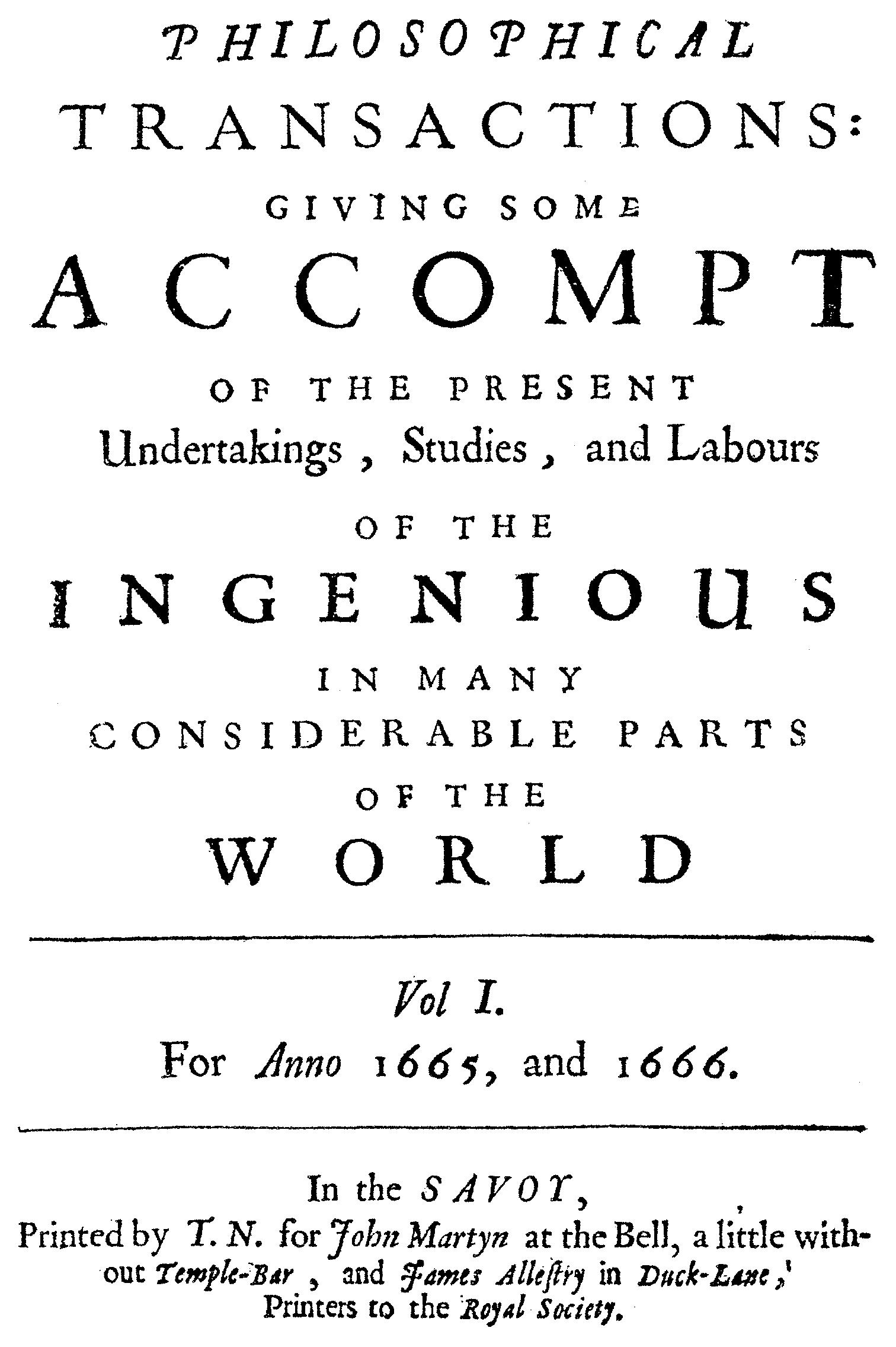
غلاف المجلد الأول من المعاملات الفلسفية للجمعية الملكية، 1665-1666

الأكاديميات والجمعيات عملت على نشر التنوير العلمي من خلال نشر الأعمال العلمية، وكذلك الإجراءات الخاصة بهم. في بداية القرن الثامن عشر في المعاملات الفلسفية للجمعية الملكية، التي نشرتها الجمعية الملكية في لندن، كانت الدورية العلمية الوحيدة التي يتم نشرها بشكل منتظم كمجلة  فصلية. اكاديميه العلوم في باريس، التي تشكلت في عام 1666، بدأت نشر مجلدات ومذكرات بدلا من مجلات فصلية مع فترات بين المجلدات دامت في بعض الأحيان سنوات. في حين أن بعض الجرائد الرسمية قد نشرت أكثر في كثير من الأحيان، إلا انه كان لا يزال هناك تأخير لمدة طويلة من الورق المنشور المقدم للمراجعة الفعلية. الدوريات الأصغر مثل معاملات الجمعية الفلسفية الأمريكية، التي كانت تنشر فقط عندما يكون هناك ما يكفي لملئ مجلد. في أكاديمية باريس، كان هناك في المتوسط تأخير ثلاث سنوات للنشر. في بعض الأحيان امتدت الفترة إلى سبع سنوات. أكاديمية باريس عالجت المواد المقدمة من خلال لجنة الحرية التي كانت لها الكلمة الفصل في ما سوف أو لن يتم نشره. في عام 1703، عالم الرياضيات أنطوان بارينت  بدأ دورية الأبحاث في الفيزياء والرياضيات، وتحديدا نشر الأوراق التي تم رفضها من قبل اللجنة.
بعض التغييرات في الدوريات وقعت خلال عصر التنوير. أولا، أنها ازدادت في العدد والحجم. كان هناك أيضا ابتعاد عن النشر باللغة اللاتينية لصالح النشر بالعامية. الأوصاف التجريبية أصبحت أكثر تفصيلا وبدأت تكون مصحوبة بالاستعراضات. في أواخر القرن الثامن عشر، التغيير الثاني وقع عندما بدأت سلالة جديدة من الدوريات النشر الشهري حول التطورات الجديدة والتجارب في المجتمع العلمي. أول الدوريات من هذا النوع من المجلات كانت ملاحظات حول الفيزياء، و"حول التاريخ الطبيعي والأدب  بواسطة  فرانسوا روزيه  ، والتي يشار إليها باسم "مجلة روزيه" والتي نشرت لأول مرة في عام 1772. مجلة سمحت للتطورات العلمية بأن تنشر بسرعة نسبيا مقارنة بالمجلات الفصلية أو السنوية مما يعكس الانقسام المتزايد بين التخصصات العلمية في عصر التنوير.

## الموسوعات والقواميس
على الرغم من أن وجود  القواميس والموسوعات امتد في العصور القديمة، ولم يكن شيئا جديدا لقراء عصر التنوير إلا أن النصوص تغيرت من مجرد تعريف الكلمات في قائمة طويلة إلى مناقشات أكثر تفصيلا لتلك الكلمات في القواميس الموسوعية في القرن الثامن عشر. هذه الأعمال كانت جزءا من حركة التنوير لتنظيم المعرفة وتوفير التعليم إلى جمهور أوسع من النخبة المتعلمة. مع تقدم القرن الثامن عشر محتوى الموسوعات أيضا تتغير وفقا لأذواق القراء. المجلدات مالت إلى التركيز بقوة على شئون  العلمانية ولا سيما العلوم والتكنولوجيا، بدلا من مسائل اللاهوت.
جنبا إلى جنب مع الأمور العلمانية، اهتم القراء بنظام مرتب أبجديا على الأعمال الأكثر تعقيدا التي رتبت موضوعيا. المؤرخ تشارلز بورسيت علق على ترتيب المواضيع أبجديا، وقال ان «الدرجة صفر من التصنيف الترتيبي يأذن لجميع استراتيجيات القراءة؛ وفي هذا الصدد يمكن اعتبارها شعار التنوير.» بالنسبة لبورسيت تجنب النظم الموضوعية والهرمية وبالتالي يسمح بتفاسير خالية من التفسير ويصبح مثالا على المساواتية. الموسوعات والقواميس أيضا أصبحت أكثر شعبية خلال سن العقل حيث عدد المستهلكين المتعلمين الذين يمكن أن يتحملوا مثل هذه النصوص بدأ يزداد. في النصف الثاني من القرن الثامن عشر، عدد من القواميس والموسوعات التي نشرت في هذا العقد ارتفعت من 63 بين عامي 1760 و 1769 إلى ما يقرب من 148 في العقد التالي للثورة الفرنسية (1780-1789). جنبا إلى جنب مع النمو في أعداد القواميس والموسوعات نمت أيضا في الطول، في كثير من الأحيان وجود العديد من النسخ المطبوعة التي في بعض الأحيان تطبع من جديد.

## تعميم العلم
واحدة من أهم التطورات التي جلبها عصر التنوير كان انضباط العلوم والترويج لها. مع زيادة عدد السكان المتعلمين الذين يعرفون القراءة والكتابة والذين يطلبون العلم والتعليم في كل من الفنون والعلوم أدى إلى التوسع في طباعة الثقافة ونشر المعرفة العلمية. السكان المتعلمين كانوا بسبب ارتفاع عال في توافر الغذاء. وهذا ما مكن العديد من الناس على الخروج من الفقر، بدلا من دفع المزيد من أجل الغذاء، كان لديهم المال من أجل التعليم. التعميم عموما كان جزءا من تنوير جامع مثالي والذي يسعى إلى «أكبر عدد من الناس.» بازدياد اهتمام العامة بالفلسفة الطبيعية والتي نمت خلال القرن الثامن عشر، دورات المحاضرة العامة ونشر النصوص الشعبية فتحت طرق جديدة من أجل المال والشهرة للهواة والعلماء الذين بقوا على هامش الجامعات والأكاديميات.

### المقاهي البريطانية
مثال مبكر للعلوم النابعة من المؤسسات الرسمية في المجال العام كانت  المقاهى البريطانية. مع إنشاء المقاهي نشأ نظام جديد في المنتدى السياسي والفلسفي والعلمي. في منتصف القرن السادس عشر، تفجرت المقاهي حول أكسفورد، حيث بدأ المجتمع الأكاديمي الاستفادة المنظمة من المحادثة التي يسمح بها المقهى. المساحة الاجتماعية الجديدة بدأ استخدامها من قبل بعض العلماء مكانا لمناقشة العلوم والتجارب خارج المختبر من المؤسسة الرسمية. رعاة المقاهي كان مطلوبا منهم فقط شراء كوبا من القهوة للمشاركة، مما يعطي الفرصة للكثيرين، بغض النظر عن الوسائل المالية للاستفادة من المحادثة. كان التعليم الموضوع الرئيسي وبعض الرعاة بدأوا تقديم الدروس والمحاضرات إلى الآخرين. الصيدلي بيتر ستيل قام بتوفير دروس الكيمياء في مقهى تيليارد  في وقت مبكر من 1660. بتطور المقاهي في لندن، سمع العملاء محاضرات عن مواضيع علمية مثل علم الفلك والرياضيات، بسعر منخفض جدا. من أهم عشاق المقاهي المؤثرين:  جون أوبري،  روبرت هوك، جيمس بريدجيس، صموئيل بيبيس.

### المحاضرات العامة
دورات محاضرة عامة قدمت إلى بعض العلماء الذين كانوا غير منتسبين إلى المؤسسات الرسمية وسيلة لنقل المعرفة العلمية في أفكارهم، وإتاحة الفرصة لاقامة سمعة وفي بعض الحالات وسيلة لكسب العيش. العامة، من ناحية آخر، تحصلوا على كل من المعرفة والترفيه من شرح المحاضرات. بين عامي 1735 و 1793، كان هناك أكثر من سبعين فردا يقدمون دورات وشروحات للعامة المشاهدين في الفيزياء التجريبية. فئة الأحجام تتراوح بين مائة إلى أربعة أو خمسة مئات من الحضور. الدورات تنوعت في المدة من أسبوع إلى أربعة أسابيع إلى بضعة أشهر، أو حتى كامل العام الدراسي. الدورات كانت تقدم في أي وقت من اليوم. من أحد أشهر الأوقات للانتهاء كانت الساعة الثامنة أو التاسعة ليلا. واحدة من أكثر الأوقات شعبية كانت الساعة السادسة مساء، مما يسمح للسكان العاملين للمشاركة ومما يدل على حضور غير مشروط. لمنعهن من الجامعات وغيرها من المؤسسات كانت المرأة في كثير من الأحيان في الحضور في شرح المحاضرات تشكل عدد كبير من المراجعين.

### العلم الشائع في الطباعة
زيادة معدلات محو الأمية في أوروبا خلال عصر التنوير مكن العلم من إدخال الثقافة الشعبية من خلال الطباعة. أكثر الأعمال الرسمية المدرجة شملت تفسيرات النظريات العلمية للأفراد الذين يفتقرون إلى الخلفية التعليمية لفهم الأصلي النص العلمي. السير إسحاق نيوتن  وعمله الأبرز الأصول الرياضية للفلسفة الطبيعية التي نشرت باللغة اللاتينية وظلت بعيدة عن متناول القراء دون التعليم في الكلاسيكيات حتى عصر التنوير حين بدأت ترجمة الكتاب وتحليل نصه في العامية. المقدمة الفرنسية الأولى إلى النيوتينية و المبادئ كان كتاب مبادئ فلسفة نيوتن والذي نشر من قبل فولتير في 1738. ترجمة  إميلي دو شاتيليه للمبادئ والتي نشرت بعد وفاته في 1756، مما ساعد على انتشار نظريات نيوتن خارج الأكاديميات العلمية والجامعة.

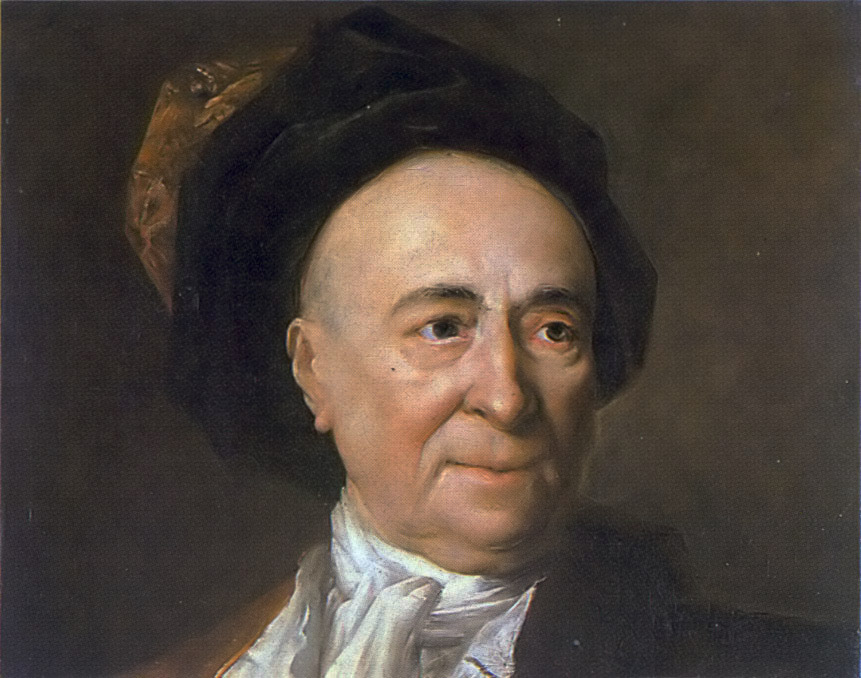
صورة برنارد دي فونتينيل.

في حين أن الإشارات إلى العلوم غالبا ما كانت إيجابية، كان هناك بعض الكتّاب التنويرين الذي انتقدوا العلماء على ما اعتبروه مهنا تافهة وسواسية. بعض الكتاب الآخرين المعادين للعلم، بما في ذلك وليام بليك، انتقواد العلماء على محاولة استخدام الفيزياء والميكانيكا والرياضيات لتبسيط تعقيدات الكون، لا سيما فيما يتعلق بالله. شخصية العالم الشرير انتشرت خلال هذه الفترة في التقاليد الرومانسية. على سبيل المثال توصيف العالم كمناور شائن في أعمال إرنست تيودور فيلهلم هوفمان.

## النساء في العلم

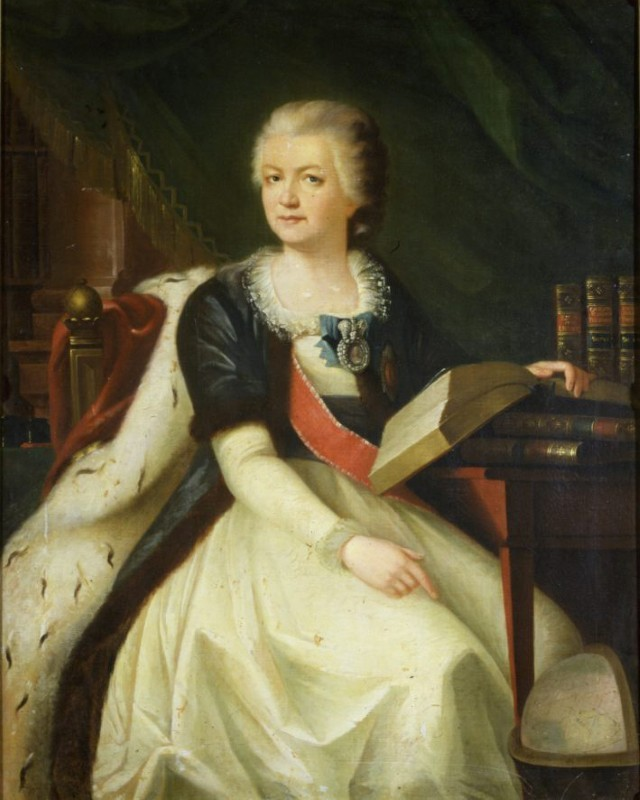
صورة يكاتيرينا رومانوفا.

خلال عصر التنوير، استبعدت النساء من الجمعيات العلمية والجامعات وتعلم المهن. النساء كن يتعلمن، هذا إن تعلمن على الإطلاق، من خلال الدراسة الذاتية، ومن خلال تعليم الآباء الأكثر انفتاحا. مع استثناء من بنات الحرفيين الذين في بعض الأحيان تعلمن مهنة والدهن من خلال المساعدة في ورشة العمل، النساء المتعلمات كن في المقام الأول جزء من مجتمع النخبة. نتيجة استبعاد المرأة من المجتمعات والجامعات التي منعت الكثير من البحوث المستقلة كان عدم القدرة على الوصول إلى الأدوات العلمية، مثل المجهر. في الواقع، كانت القيود شديدة في القرن الثامن عشر أن المرأة، بما في ذلك القابلات، يحظرن من استخدام الملقط. هذه القيود المعينة تجسدت في الهيمن التضيقية في المجتمع الطبي والتي هيمن عليها الذكور. خلال القرن الثامن عشر، بدأ الجراحون الذكور يولون دورا للقابلات في أمراض النساء.  بعض الذكور أيضا سخروا من التفكير العلمي للنساء، واصفين إياهن بأنهن أهملن دورهن الأسري. النظرة السلبية للمرأة في العلوم تعكس الإحساس الواضح في بعض النصوص التنويرية التي لا تحتاج المرأة ولا يجب أن تكون متعلمة.

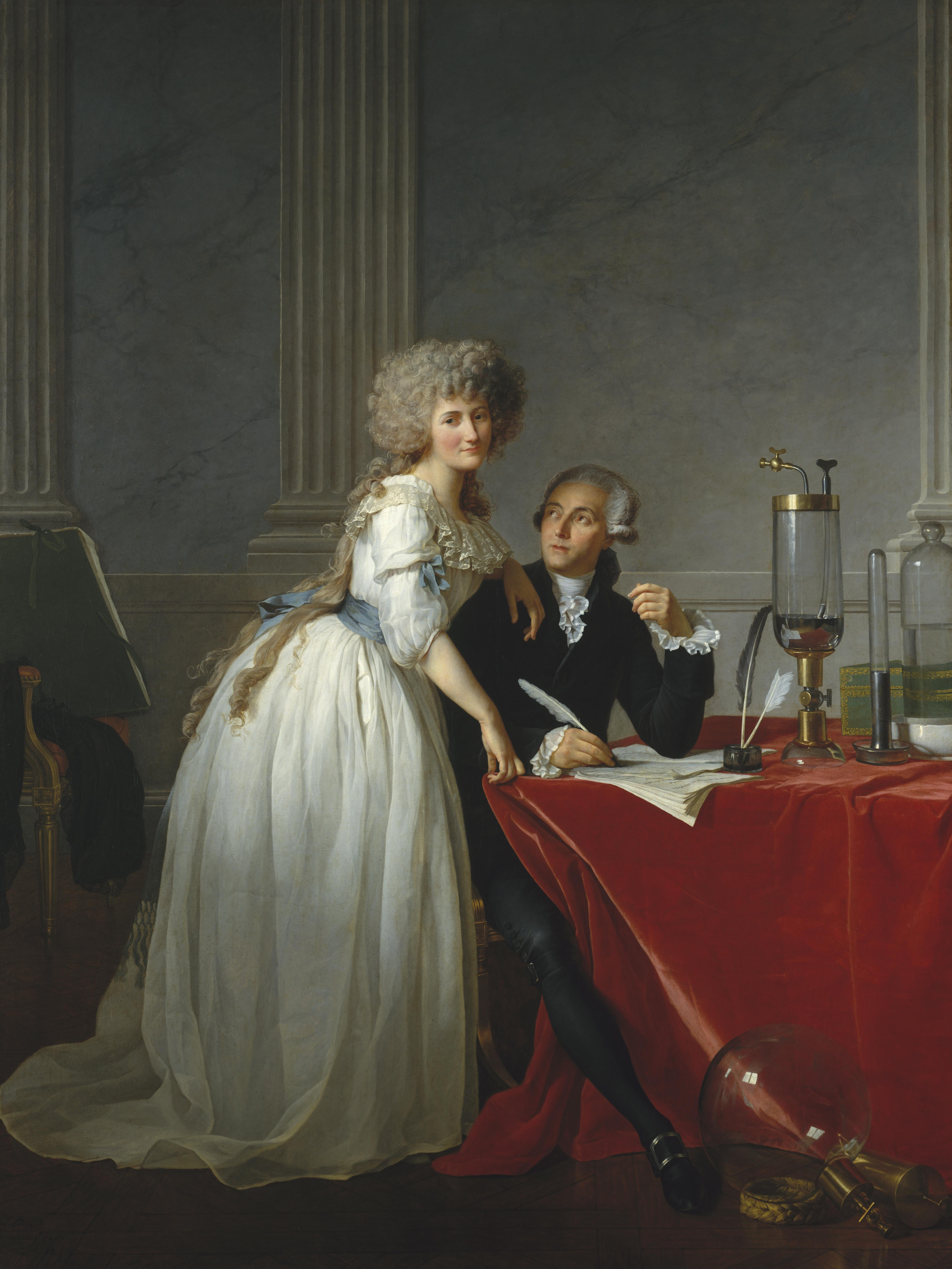
صورة السيد و السيدة لافوازييه، بواسطة جاك لويس ديفيد, 1788 (متحف متروبول)

على الرغم من هذه القيود، إلا أنه كان هناك دعم للنساء في مجال العلوم لدى بعض الرجال، والعديد من المساهمات القيمة في العلوم خلال القرن الثامن عشر. اثنين من أبرز النساء اللواتي تمكن من المشاركة في المؤسسات الرسمية كانت لاورا باسي والأميرة الروسية يكتارينا داشكوفا. باسي كانت عالمة فيزياء إيطالية والتي حصلت على درجة الدكتوراه من جامعة بولونيا وبدأت التدريس في عام 1732. داشكوفا أصبحت مديرة الأكاديمية الإمبراطورية الروسية للعلوم في سان بطرسبرغ في عام 1783. وكان لها علاقة شخصية مع الامبراطورة كاترين العظمى (1762-1796) مما أتاح لها الحصول على مركز، والذي أصبح حدثا تاريخيا بكونه أول تعيين لامرأة كمديرة لأكاديمية علمية.
النساء النبيلات زرعوا في بعض الأحيان الحدائق النباتية الخاصة بهم، بما في ذلك مريم سومرست ومارغريت هارلي. الترجمة العلمية تطلبت في بعض الأحيان أكثر من فهم لغات متعددة. إلى جانب ترجمة نيوتن المبادئ إلى الفرنسية، إيميلي دو شاتيليه قامت بتوسيع أعمال نيوتن لتشمل التقدم الذي أحرز مؤخرا في الفيزياء الرياضية بعد وفاته.

## التخصصات

### علم الفلك
بناء على مجسم العمل الموجه من قبل كوبرنيكوس، كبلر ونيوتن،  حدث علماء فلك القرن الثامن عشر  التلسكوبات، وأنتجوا  فهرس النجوم وقدموا شرحا لحركات الأجرام السماوية وآثار الجاذبية الكونية. ومن أبرز علماء الفلك من ذلك العصر كان ادموند هالي. في 1705 ربط هالي بشكل صحيح الأوصاف التاريخية الخاصة ببعض المذنبات اللامعة إلى ظهور مذنب واحد فقط الذي سيكون في وقت لاحق اسمه المذنب هالي، على حساب مدارات المذنبات. هالي غير أيضا نظرية نيوتن الكونية التي وصف بها النجوم الثابتة. عندما قال انه بمقارنة مواقع النجوم القديمة مع المواقف الحالية، وجد أنها قد تغيرت. جيمس برادلي، أثناء محاولة توثيق الإزاحة النجمية، أدرك أن الحركة غير المبررة للنجوم كانت قد لوحظت في وقت مبكر مع صموئيل مولينو وكان سببه انحراف الضوء. الاكتشاف يعتبر دليلا على مركزية  الشمس حيث أن دورة الأرض حول الشمس التي تسبب الحركة الواضحة في مواقع النجوم. اكتشاف قاد برادلي أيضا إلى تقدير قريب إلى حد ما لسرعة الضوء.

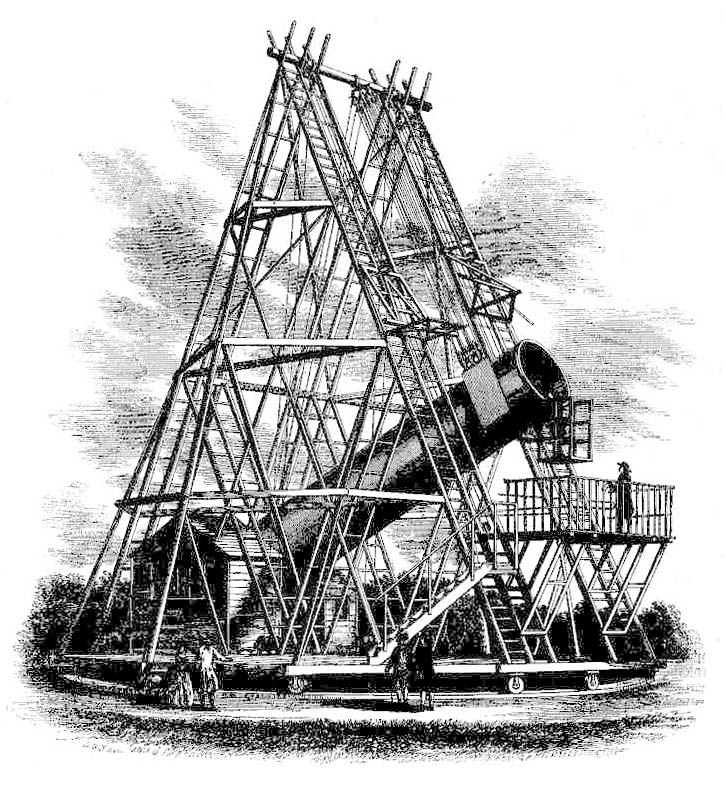
تلسكوب ويليام هيرشيل والذي يبلغ طوله 40 قدما (12 متر)

رصد الزهرة في القرن الثامن عشر أصبح خطوة هامة في وصف الأجواء. خلال  عبور الزهرة في عام 1761، العالم الروسي ميخائيل لومونوسوف لاحظ حلقة من الضوء حول هذا الكوكب. لومونوسوف أرجع الحلقة إلى انكسار أشعة الشمس، وافتراضه بأنه بسبب الغلاف الجوي لكوكب الزهرة كان صحيحا. دلائل آخر على جو كوكب الزهرة تم تجميعها في الملاحظات من قبل يوهان هيرونيموس شروتر في عام 1779. الكوكب أعطى أيضا  الكسيس كلود دي كليروت فرصة لعمل قدر كبير من مهاراته الرياضية عندما حسب كتلة كوكب الزهرة من خلال عمليات حسابية معقدة.
إلا أن الكثير من الأعمال الفلكية من هذه الفترة أصبحت مظللة من قبل واحدة من الأكثر الاكتشافات العلمية دراماتيكية في القرن الثامن عشر. في 13 مارس 1781، الهاوي الفلكي ويليام هيرشيل رصد كوكبا جديدا بواسطة قوي مقرابه العاكس القوي. في البداية تم التعرف عليه بأنه مذنب، الجسم السماوي تم قبوله بعد ذلك بأنه كوكب. وبعد هذا تم تسمية الكوكب Georgium Sidus من قبل هيرشيل كما تمت تسميته Herschelium في فرنسا. الاسم  أورانوس، كما اقترح  يوهان بودي، انتشر كثيرا بعد وفاة هيرشل. على الجانب النظري من علم الفلك، الفيلسوف الطبيعي الإنجليزي جون ميتشيل  كان أول من اقترح وجود النجوم المظلمة في 1783. ميشل افترض أنه إذا أصبحت كثافة جسم نجمي كبيرة بما فيه الكفاية، فإن قوة جاذبية سوف تصبح كبيرة بحيث حتى الضوء لن يستطيع الهروب. كما أنه توقع أن موقع النجوم المظلمة يمكن أن يكون تحديدها من قبل  قوة الجاذبية القوية التي سوف تمارس على النجوم المحيطة بها. في حين يختلف إلى حد ما عن الثقب الأسود، النجوم المظلمة يمكن أن تفهم على أنها سلف الثقوب السوداء الناتجة عن  نظرية النسبية العامة الخاصة بألبرت أينشتاين.

### الكيمياء
الثورة الكيميائية كانت فترة في القرن الثامن عشر تميزت بتقدم كبير في النظرية وممارسة الكيمياء. وعلى الرغم من نضج معظم العلوم خلال الثورة العلمية، إلا أنه بحلول منتصف القرن الثامن عشر لم تكن الكيمياء تمتلك مخططا منهجيا أو إطارا نظريا أو مذهبا. عناصر الكيمياء كانت لا تزال راسخة في دراسة الكيمياء، والاعتقاد بأن العالم الطبيعي المكون من العناصر الكلاسيكية من الأرض والماء والهواء والنار كانت لا تزال سائدة. الإنجاز الرئيسي للثورة الكيميائية يعتبر التخلي عن  نظرية فلوجستون لصالح نظرية  أنطوان لافوازييه عن  احتراق الأكسجين; ومع ذلك، فإن دراسات أكثر حداثة ساهمت في مجموعة واسعة من العوامل المساهمة بقوة وراء الثورة الكيميائية.
 نظرية فلوجستون والتي وضعها  يوهان يواكيم بيشر وجورج أيرنست ستال كانت محاولة لحساب المنتجات القابلة للاحتراق. وفقا لهذه النظرية، مادة تسمى فلوجستون تصدر من المواد القابلة  للاشتعال أثناء احتراقها. المنتج الناتجة يسمي كالكس، والذي كان يعتبر مادة منزوعة الفلوجستون 'بحق'. أول دليل قوي ضد نظرية فلوجستون جاءت من الكيميائيين الهوائيين في بريطانيا خلال النصف الثاني من القرن الثامن عشر. جوزيف بلاك،  جوزيف بريستلي وهنري كافنديش كلهم حددوا غازات مختلفة التي تحلل الهواء; ومع ذلك، لم يمر وقت طويل حتى اكتشف أنطوان لافوازييه في خريف عام 1772 أنه عند حرق الكبريت والفوسفور «فإن المادة تزداد في الكتلة» وهنا بدأت نظرية فلوجستون تنهار.